# Manuel dos Santos Pimenta

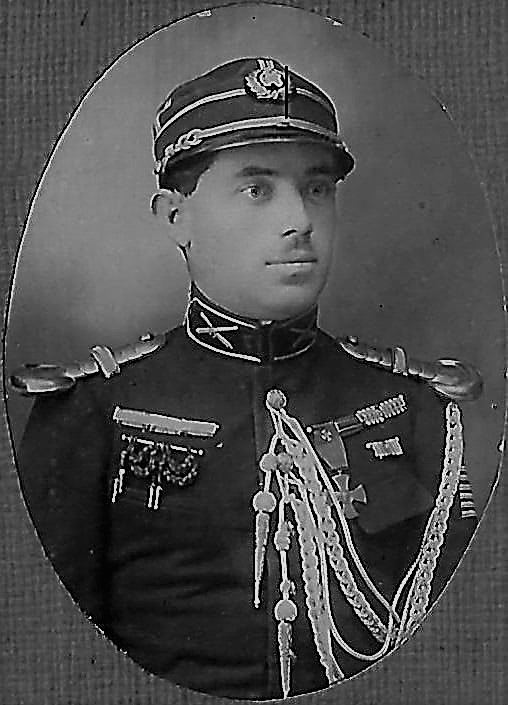
Manuel dos Santos Pimenta (1921)

Manuel dos Santos Pimenta (* 1. Januar 1891 in São Pedro de Alcântara, Lissabon, Portugal; † 23. November 1933 in Lissabon, Portugal) war ein portugiesischer Artillerieoffizier und Revolutionär.

## Familie
Pimenta wurde als zweiter Sohn von Maria José dos Santos und Miguel José da Silva Pimenta geboren. Der Vater, ein Beamter, verstarb bereits 1898.
1914 heiratete Pimenta Maria Justina da Silva. Am 16. August 1916 wurde ihr einziger Sohn Carlos dos Santos Pimenta (1916–2001) geboren.

## Werdegang
Pimenta und sein Bruder Joaquim dos Santos Pimenta (1882–1955) erhielten ihre Ausbildung in der Casa Pia. 1908 trat er als Freiwilliger der Armee bei. Er kam als Kanonier in das Artillerieregiment in der Kaserne in Alcobaça.
Nach dem Ausbruch des Ersten Weltkrieges verstärkte Portugal seine Truppen auch in seiner Kolonie Angola (Portugiesisch-Westafrika). Pimenta gehörte zur 2. Gebirgsartilleriebatterie, die am 11. September 1914 nach Moçâmedes im Süden Angolas eingeschifft wurde. Er diente als Leiter einer Artillerieabteilung. Am 18. Dezember 1914 war Pimenta einer der wenigen portugiesischen Unteroffiziere und Offiziere, die den Kampf um Naulila gegen die deutsche Schutztruppe überlebten und in Gefangenschaft kamen. Im Januar 1916 kehrte Pimenta nach Portugal zurück.

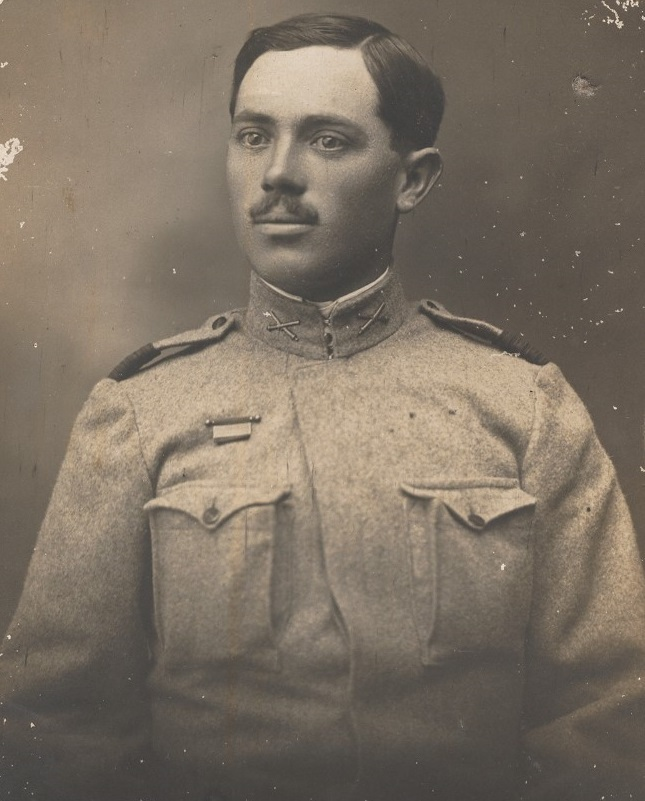
Manuel dos Santos Pimenta in Frankreich (1917)

Am 9. März 1916 erklärte das Deutsche Reich auch Portugal den Krieg. Am 23. Dezember kam Pimenta für eine Ausbildungsmission nach Frankreich, wo er einen Kurs für Feldartillerie absolvierte und zum Offiziersanwärter befördert wurde. Als Fähnrich (portugiesisch alferes) wurde er vom 6. bis 19. Januar 1917 zur britischen 53. Batterie der Royal Field Artillery (RFA) abgestellt. Am 7. Mai kam Pimenta an die Front. Nach einer Gasvergiftung wurde er am 7. Juli in Le Touret behandelt. Danach kämpfte Pimenta noch an mehreren Fronten, unter anderem an der Leie in der Vierten Flandernschlacht. Am 8. Februar 1919 kehrte er mit dem englischen Schiff Helenus nach Hause zurück. Für seinen Kriegseinsatz wurde Pimenta mit dem Kriegskreuz 2. Klasse, zwei Cruzes de Guerra Colectivas und am 28. Juni 1919 mit dem Christusorden im Range eines Ritters geehrt. Dazu kamen mehrere Medaillen für den Sieg, für den Dienst in Frankreich und Afrika und für gute Dienste sowie mehrere Ehrenauszeichnungen des Corpo Expedicionário Portugues und der Armee.

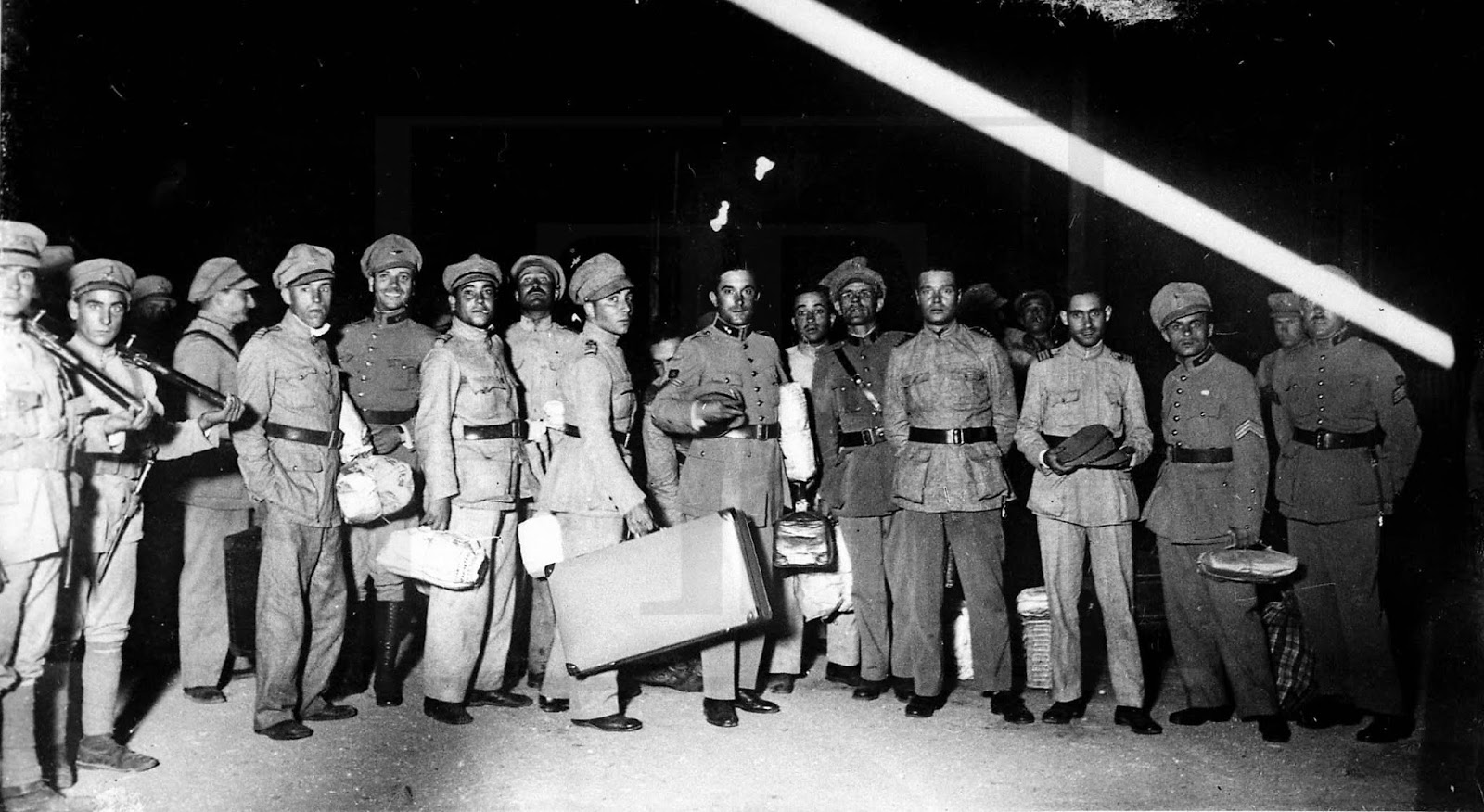
Militärangehörige, die am Putsch teilnahmen, warten, um an Bord der Pedro Gomes zu gehen, die sie nach Timor bringt (1931)

Pimenta diente weiter im  Artillerieregiment Nr. 1 von Alcobaça. Im Januar 1919 kämpfte eine Artilleriebatterie unter seinem Kommando gegen die Monarchie des Nordens (portugiesisch Monarquia do Norte), eine kurzlebige Revolte von Monarchisten im Norden Portugals. Für seine Verdienste bei diesem Einsatz wurde Pimenta auch im Theater von Alcobaça öffentlich von Republikanern mit einem Ehrendegen gewürdigt. Auf der Klinge war graviert: „Dem ehrenwerten Artillerieleutnant ersten Grades, Herrn Manuel dos Santos Pimenta. Huldigung der höchsten Anerkennung und Wertschätzung des republikanischen Volkes von Alcobaça“. Dazu überreichte man ihm eine Seepferdchen-Anstecknadel mit Verzierungen aus Silber, gestiftet von den „republikanischen Frauen von Alcobaça“. Mehrere republikanische Persönlichkeiten, wie Cunha Leal und Ramada Curto, waren bei der Zeremonie anwesend.

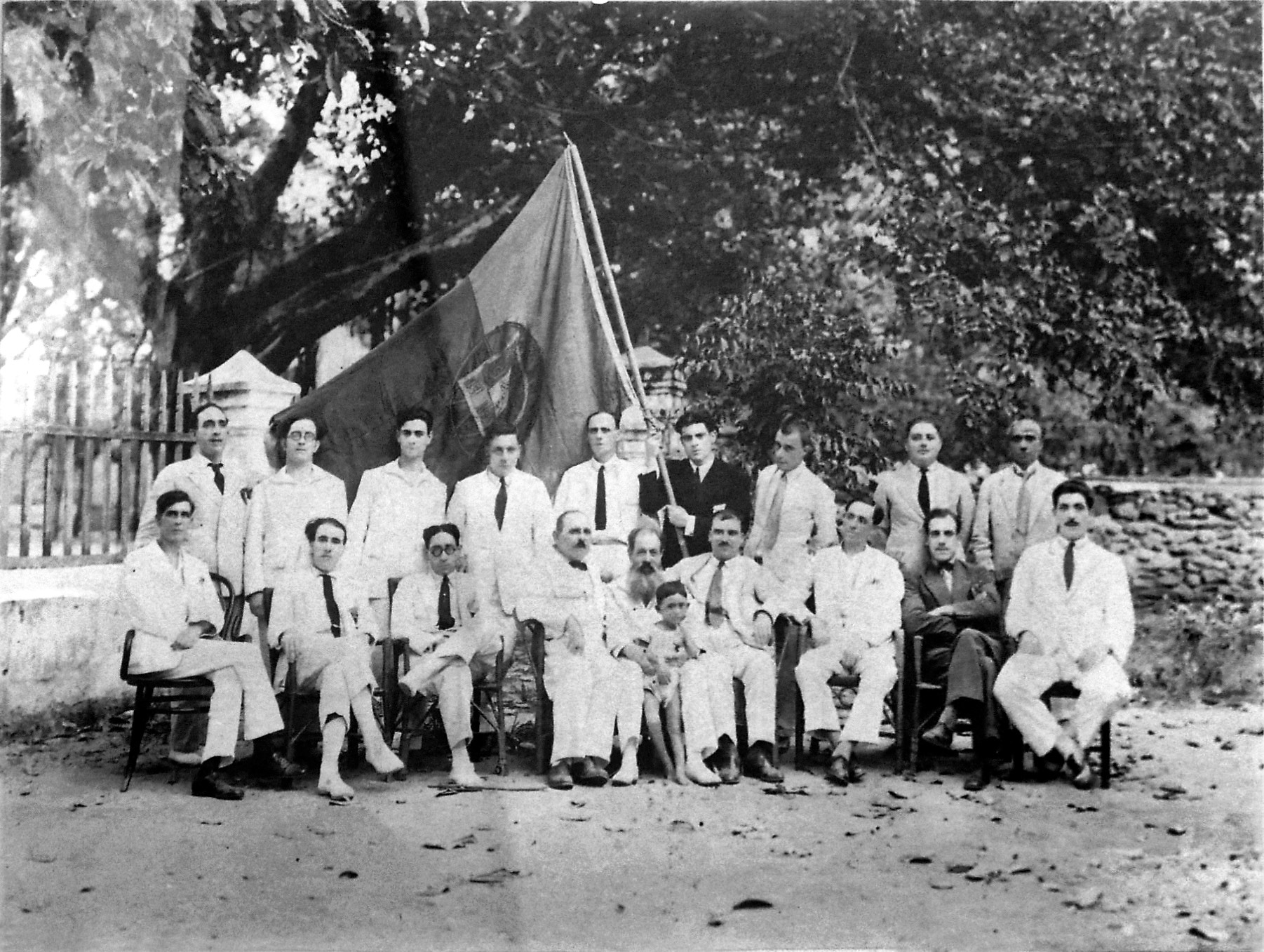
Gruppe von Deportierten in Dili (1932). Pimenta ist von rechts der dritte Sitzende.

1920 war Pimenta Adjutant von Oberst Roberto da Cunha Baptista, der kurze Zeit Kriegsminister war. Ab 1921 war Pimenta Mitglied der Guarda Nacional Republicana. Nicht mehr nachvollziehbar ist, warum er im Dezember 1923, September 1924 und Mai 1926 verhaftet und gleich wieder auf freien Fuß gesetzt wurde. 1926 beendete ein Militärputsch die Erste Portugiesische Republik. Pimentas militärische Laufbahn endete abrupt. Am 25. November 1927 wurde er „aus politischen Gründen“ und am 15. Oktober 1928 erneut „wegen subversiver Rufe“ verhaftet. Er lebte nun in Lissabon als Angestellter. In einem Vermerk vom 26. Juni 1930 heißt es, er hätte Kontakte mit Oberst António Augusto Dias Antunes und dem Professor José António Simões Raposo Júnior gehabt.
Eine Revolte am 26. August 1931 (portugiesisch Revolta de 26 de Agosto de 1931) von demokratisch gesinnten Militärs scheiterte. 40 Menschen starben. Pimenta wurde als Teilnehmer der Bewegung verhaftet und genauso wie Oberst Dias Antunes und Raposo Júnior und über 300 andere nach Portugiesisch-Timor verbannt. Als „Angestellter“ erscheint er auf der Liste der Deportierten, die am 3. September an Bord der Pedro Gomes Lissabon verließen und am 16. Oktober 1931 Dili erreichten. Die Verbannten kamen in Konzentrationslager in der Exklave Oe-Cusse Ambeno und auf Atauro, wo sie unter schweren Bedingungen monatelang blieben. Pimenta wird als Mitglied eines Organisationskomitees aufgelistet, das sich um die Beerdigung des 1932 auf Atauro verstorbenen Deportierten Alberto de Almeida kümmerte.
Erst über Umwege gelang es einem Deportierten und ehemaligen Oberst, über die Veteranenliga (portugiesisch Liga dos Combatentes) das Kolonialministerium über die Zustände zu informieren, worauf die Regierung in Lissabon im Februar 1932 die Schließung der Lager anordnete. Die 500 Insassen durften nach Dili, wo sie nun ein Drittel der europäischen Bevölkerung ausmachten. Pimenta schickte seinen Verwandten ein Foto von sich in Dili, mit anderen Deportierten zusammen, mit der Flagge Portugals im Hintergrund. Weitere abgebildete Personen waren José António Simões Raposo Júnior und Arnaldo Simões Januário. Am 5. Dezember 1932 erfolgte eine Generalamnestie für die meisten Deportierten in den Kolonien. Die Begnadigten verließen Timor am 27. April 1933 mit der Moçambique und trafen in Lissabon am 9. Juni ein.
Pimenta wohnte in der Rua das Amoreiras in Lissabon, in der Nähe seines Bruders, verstarb aber am 23. November, nachdem er mehrere Wochen im Hospital de São José gelegen hatte, im Alter von 42 Jahren. Am 25. November wurde Pimenta von der Veteranenliga auf dem Friedhof Alto de São João im Abschnitt der Kämpfer im Ersten Weltkrieg beigesetzt. Sein Sohn, Carlos Pimenta, wurde zu einem Aktivist gegen das faschistische System des Estado Novo in der Region Alcobaça und Leiria.